# Liu Yukun
Liu Yukun (chinesisch 劉宇坤; * 12. April 1997 in Shanxi) ist ein chinesischer Sportschütze.

## Erfolge
Liu Yukun begann 2011 mit dem Schießsport und nahm 2015 erstmals an internationalen Wettkämpfen teil. 2017 wurde er in Suhl mit dem Kleinkaliber im Dreistellungskampf Juniorenweltmeister. Im Liegendanschlag belegte er den dritten Platz, während er mit dem Luftgewehr Zweiter wurde. Mit letztem war er bereits im Jahr zuvor in Teheran Asienmeister bei den Erwachsenen geworden. Diesen Erfolg wiederholte er nochmals 2019 in Doha und gewann außerdem auch in der Mannschaftswertung mit dem Luftgewehr die Goldmedaille. Bei den Junioren hatte er bereits 2017 in Wakō mit dem Luftgewehr den Titel bei den Asienmeisterschaften gewonnen. Die Weltmeisterschaften 2022 in Kairo schloss Liu mit dem Kleinkalibergewehr im Liegendanschlag hinter dem siegreichen Schweizer Jan Lochbihler auf dem zweiten Platz ab. Im Dreistellungskampf mit dem Kleinkaliber wurde er sowohl im Einzel als auch im Mixed Fünfter, in der Mannschaftswertung belegte er den zehnten Rang. Aufgrund seines fünften Platzes im Einzel qualifizierte er sich für diese Disziplin bei den Olympischen Spielen 2024 in Paris.
Dort erzielte er in dem Wettbewerb in der Qualifikation mit 594 Punkten das beste Ergebnis aller 44 Starter und zog ins Finale der besten acht Schützen ein. Im Finale belegte er zwischenzeitlich sowohl nach dem Kniendanschlag als auch dem Liegendanschlag den zweiten Platz hinter dem Norweger Jon-Hermann Hegg. Im Stehendanschlag hielt er sich nach zwei Durchgängen ebenfalls auf den beiden vorderen Plätzen, ehe er sich letztlich bei den letzten drei Schüssen auf der Spitzenposition festsetzte. Mit 463,6 Punkten siegte er vor dem Ukrainer Serhij Kulisch, der 461,3 Punkte erzielte, sowie dem mit 451,4 Punkten drittplatzierten Inder Swapnil Kusale, womit er die Goldmedaille gewann und Olympiasieger wurde.